# Нишки санџак
Нишки санџак је био административна јединица Османског царства од 15 века до 1878. године. У почетку је био у саставу Румелијског пашалука. Границе су му се мењале, а више пута је био укидан и поново осниван. Године 1846. је уздигнут у ранг пашалука (административну јединицу првог нивоа). Након 18 година постојања Нишки пашалук је укинут, а његова територија је прво припојена Дунавском, затим Призренском и на крају Косовском вилајету.
Последњих неколико година Нишки санџак се састојао од следећих каза: Нишке, Пиротске, Лесковачке, Врањске, Куршумлијске, Прокупачке и Трнске (данас Бугарска).